# Джефф Фостер (баскетболіст)
Джеффрі Дуглас Фостер (англ. Jeffrey Douglas Foster; нар. 16 січня 1977, Сан-Антоніо, США) — колишній американський професійний баскетболіст, що грав на позиціях важкого форварда і центрового за команду НБА «Індіана Пейсерз».

## Ігрова кар'єра
Фостер закінчив школу Джеймса Медісона в Сан-Антоніо в 1995 році. Приєднався до баскетбольної команди, будучи аж у випускному класі. На університетському рівні грав за команду Техас Стейт (1995—1999). На другому курсі, 1998 року в середньому набирав 12,8 очок і 10,2 підбирання і входив до складу Другої команди конференції Southland.
1999 року був обраний у першому раунді драфту НБА під загальним 21-м номером командою «Голден-Стейт Ворріорс», які відразу його обміняли до «Індіана Пейсерз» на Вонтіго Каммінгса та майбутній пік першого раунду драфту.
Фостер був невід'ємною частиною команди, яка стала чемпіоном Східної конференції у сезоні 1999—2000, незважаючи на те, що зіграв лише 19 матчів. Проте у своєму другому сезоні в НБА зіграв уже в 71 грі. Набирав в середньому 3,5 очка при 5,5 підбираннях.
Наступного сезону зіграв у всіх 82 іграх чемпіонату, набираючи 5,7 очка та 6,8 підбирань за гру.
В наступному сезоні поступився місцем у складі Бреду Міллеру, що призвело і до погіршення статистичних показників. Проте вже в сезоні 2003—2004, скориставшись обміном Міллера до «Сакраменто Кінгс», відвоював місце у стартовій п'ятірці та провів 82 матчі, 79 з яких у старті. Згодом, кількість матчів у старті зменшувалась, проте Фостер залишався однією з перших опцій лавки запасних.
2012 року через постійні проблеми зі спиною, оголосив про завершення спортивної кар'єри.

## Статистика виступів

### Регулярний сезон
| Сезон             | Команда           | GP  | GS  | MPG  | FG%  | 3P%   | FT%  | RPG | APG | SPG | BPG | PPG |
| ----------------- | ----------------- | --- | --- | ---- | ---- | ----- | ---- | --- | --- | --- | --- | --- |
| 1999–00           | «Індіана Пейсерз» | 19  | 0   | 4.5  | .565 | .000  | .680 | 1.7 | .3  | .3  | .1  | 2.3 |
| 2000–01           | «Індіана Пейсерз» | 71  | 9   | 16.2 | .469 | .286  | .516 | 5.5 | .5  | .5  | .4  | 3.5 |
| 2001–02           | «Індіана Пейсерз» | 82  | 48  | 21.8 | .449 | .133  | .610 | 6.8 | .9  | .9  | .5  | 5.7 |
| 2002–03           | «Індіана Пейсерз» | 77  | 2   | 10.4 | .360 | .000  | .540 | 3.6 | .7  | .4  | .3  | 2.1 |
| 2003–04           | «Індіана Пейсерз» | 82  | 79  | 23.9 | .544 | .000  | .669 | 7.4 | .8  | .9  | .3  | 6.1 |
| 2004–05           | «Індіана Пейсерз» | 61  | 43  | 26.1 | .519 | .000  | .634 | 9.0 | .7  | .8  | .2  | 7.0 |
| 2005–06           | «Індіана Пейсерз» | 63  | 37  | 25.1 | .552 | .000  | .604 | 9.1 | .8  | .7  | .4  | 5.9 |
| 2006–07           | «Індіана Пейсерз» | 75  | 43  | 23.2 | .469 | .000  | .639 | 8.1 | .8  | .8  | .5  | 4.3 |
| 2007–08           | «Індіана Пейсерз» | 77  | 52  | 24.5 | .550 | .000  | .593 | 8.7 | 1.7 | .7  | .4  | 6.4 |
| 2008–09           | «Індіана Пейсерз» | 74  | 26  | 24.7 | .501 | .286  | .658 | 6.9 | 1.8 | .7  | .7  | 6.1 |
| 2009–10           | «Індіана Пейсерз» | 16  | 3   | 15.9 | .478 | .000  | .556 | 5.1 | 1.3 | .2  | .3  | 3.1 |
| 2010–11           | «Індіана Пейсерз» | 56  | 3   | 16.8 | .479 | .000  | .563 | 6.3 | .8  | .4  | .6  | 3.3 |
| 2011–12           | «Індіана Пейсерз» | 11  | 0   | 12.8 | .500 | 1.000 | .667 | 3.8 | .4  | .7  | .1  | 2.3 |
| Усього за кар'єру |                   | 764 | 345 | 20.6 | .497 | .130  | .615 | 6.9 | .9  | .7  | .4  | 4.9 |

### Плей-оф
| Сезон             | Команда           | GP | GS | MPG  | FG%  | 3P%  | FT%   | RPG | APG | SPG | BPG | PPG |
| ----------------- | ----------------- | -- | -- | ---- | ---- | ---- | ----- | --- | --- | --- | --- | --- |
| 2001              | «Індіана Пейсерз» | 4  | 2  | 13.0 | .444 | .000 | 1.000 | 3.0 | .5  | .0  | .8  | 2.5 |
| 2002              | «Індіана Пейсерз» | 5  | 0  | 15.6 | .538 | .500 | .444  | 4.8 | 1.4 | .6  | .2  | 4.0 |
| 2003              | «Індіана Пейсерз» | 6  | 0  | 6.3  | .545 | .000 | 1.000 | 1.3 | .3  | .0  | .5  | 2.3 |
| 2004              | «Індіана Пейсерз» | 16 | 13 | 19.2 | .581 | .000 | .800  | 6.6 | .8  | .8  | .3  | 3.6 |
| 2005              | «Індіана Пейсерз» | 13 | 0  | 18.8 | .596 | .000 | .714  | 7.4 | .4  | .5  | .9  | 5.9 |
| 2006              | «Індіана Пейсерз» | 4  | 4  | 20.0 | .364 | .000 | .750  | 6.0 | .8  | 1.0 | .3  | 2.8 |
| 2011              | «Індіана Пейсерз» | 5  | 0  | 18.6 | .583 | .000 | .375  | 4.8 | .8  | .4  | .8  | 3.4 |
| Усього за кар'єру |                   | 53 | 19 | 16.8 | .556 | .400 | .661  | 5.5 | .7  | .5  | .5  | 3.9 |